# Nationalrat (Namibia)

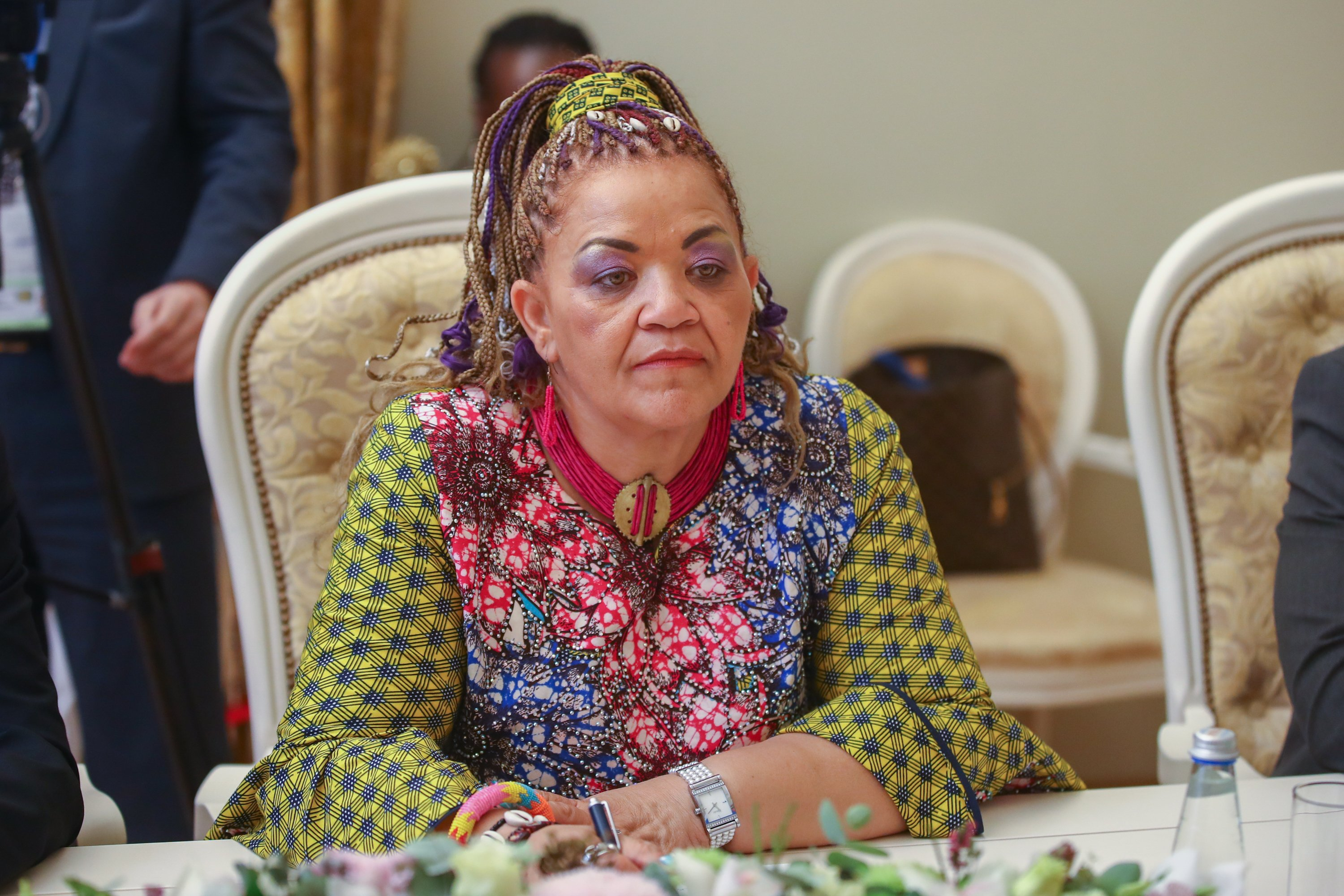
Margaret Mensah-Williams, Vorsitzende des Nationalrats von 2015 bis 2019 (2017)

Der Nationalrat (englisch National Council) ist das Oberhaus des Zweikammernparlaments Namibias. Die Nationalversammlung bildet das Unterhaus des Landes. Der Nationalrat tagt seit 1996 im National Council Building nördlich neben dem Tintenpalast, dem Sitz der Nationalversammlung.
Gemäß der namibischen Verfassung vom März 1990 hat der Nationalrat politisch beratende Funktion. Er besteht aus 42 Abgeordneten, jeweils drei aus den (seit 9. August 2013) 14 Regionalräten des Landes (bis Dezember 2015: 26 aus 13 Regionen).
Präsident des Nationalrates ist seit dem 15. Dezember 2020 Lukas Muha.

## Sitzverteilung im Nationalrat
Jede der 14 Regionen (bis 2013: 13) entsendet, seit 2015, drei Abgeordnete in den Nationalrat (zuvor 2).
| Partei          | 2020–2025 | 2015–2020* | 2010–2015 | 2004–2010 | 1998–2004 | 1992–1998 |
| --------------- | --------- | ---------- | --------- | --------- | --------- | --------- |
| SWAPO           | 28 ▼      | 40         | 24 ▬      | 24 ▲      | 21 ▲      | 19        |
| LPM             | 6 NEU     | –          | –         | –         | –         | –         |
| IPC             | 2 NEU     | –          | –         | –         | –         | –         |
| UDF             | 2 ▲       | 0 ▼        | 1 ▬       | 1 ▬       | 1 ▬       | 1         |
| PDM (ehem. DTA) | 2 ▲       | 1 ▬        | 1 ▬       | 1 ▼       | 4 ▼       | 6         |
| NUDO            | 1 ▬       | 1 ▲        | 0         | 0         | –         | –         |
| unabhängig      | 1 ▲       |            |           |           |           |           |
| Gesamt          | 42        | 42         | 26        | 26        | 26        | 26        |

* Die SWAPO hatte freiwillig auf zwei Sitze verzichtet und diese an Oppositionsparteien gegeben.